# HD 21749

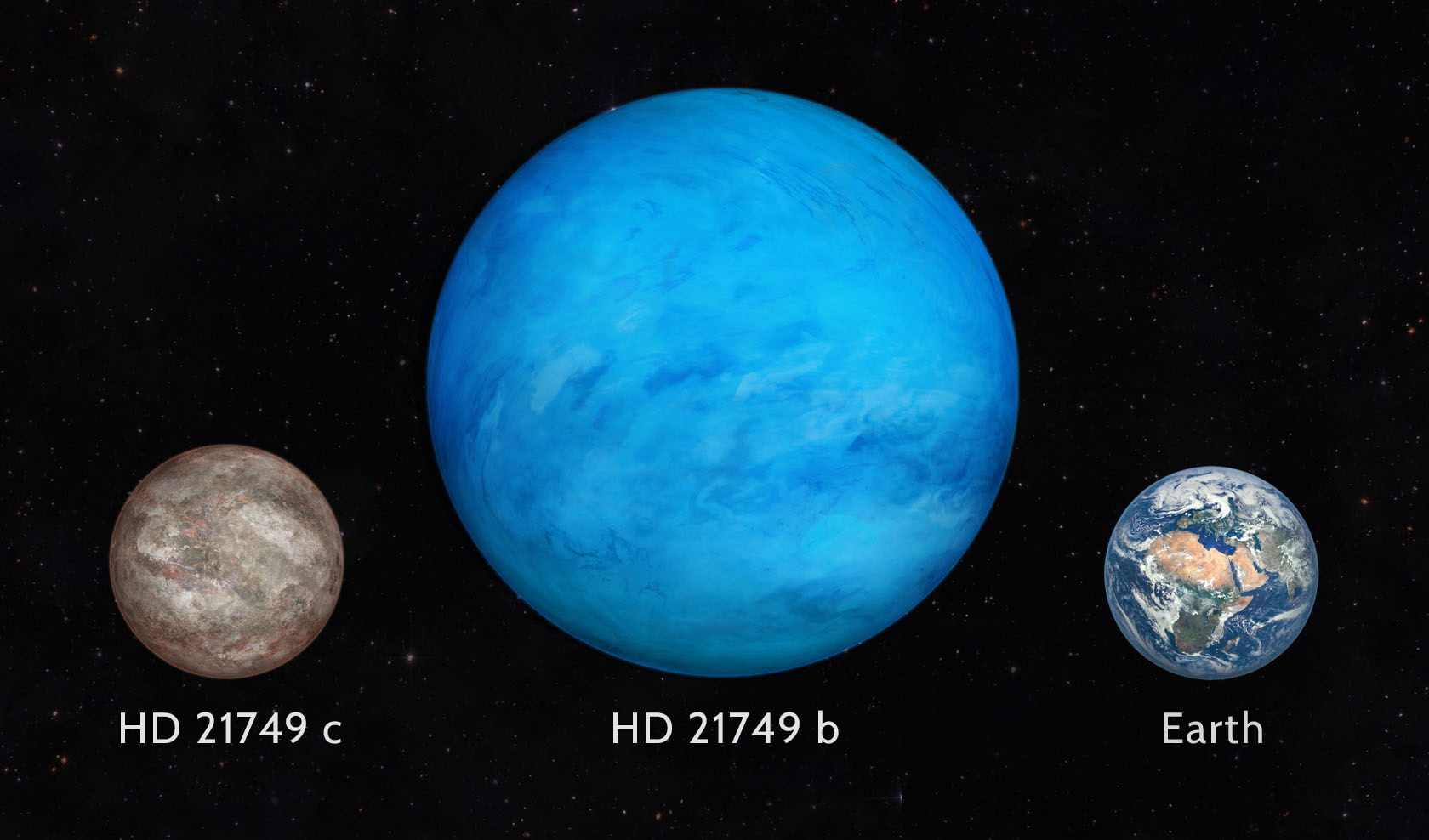
HD 21749系の惑星と地球の大きさ比較

HD 21749とは、レチクル座に存在するオレンジ色の主系列星である。見かけの等級は8.143で、肉眼で観測することはできない。ガイアによって行われた視差測定によると、地球から 53 ly (16 pc) 離れた距離にある。
2019年、HD 21749に2つの太陽系外惑星があることが発見された。1つは岩石質で高温の海王星より小さいサイズの太陽系外惑星 HD 21749 b、もう1つは地球サイズの太陽系外惑星 HD 21749 c である。これらの太陽系外惑星は、TESSによって発見された。

## 特徴
| 太陽 | HD 21749  |
| ---- | --------- |
| 太陽 | Exoplanet |

HD 21749は、スペクトル分類がK4.5VのK型主系列星（橙色矮星）で、太陽よりも小さく、温度が低いことを示している。質量は0.73 M☉、半径は0.70 R☉、光度は0.20 L☉と推定されている。有効温度は 4,640 K で、K型星に典型的なオレンジ色をしている。金属量（水素とヘリウム以外の元素の割合）は太陽とほぼ同じである。
この恒星は、スペクトル活動指標と測光データからわかるように、そこそこ活動的である。これらの測定値から、自転周期は約 30 - 40 日で、最も可能性の高い値は34日であることが判明している。恒星の活動によって視線速度も変化するため、系内の惑星の質量の測定が困難になる。
HD 21749の伴星は二重星カタログに記載されており、2015年の時点で22秒角離れた9等星であるが、HD 21749の固有運動が大きいため急速に互いの見かけ上の距離が縮まっている。しかし、伴星は主星よりもはるか遠くに存在しており、偶然同じ視線上にあるのみで、この2つの恒星は重力的に結びついていないとみられている（したがってその恒星はHD 21749の伴星ではない）。

## 惑星系
| 名称 （恒星に近い順） | 質量        | 軌道長半径 （天文単位） | 公転周期 (日)          | 軌道離心率         | 軌道傾斜角        | 半径               |
| --------------------- | ----------- | ----------------------- | ---------------------- | ------------------ | ----------------- | ------------------ |
| c                     | <3.5 M⊕     | 0.076±0.008             | 7.7902+0.0004 −0.0006  | 0                  | 89.44+0.36 −0.52° | 1.13+0.11 −0.10 R⊕ |
| b                     | 20.0±2.7 M⊕ | 0.209+0.022 −0.021      | 35.6133+0.0005 −0.0006 | 0.164+0.062 −0.058 | 89.40+0.07 −0.08° | 2.86+0.21 −0.20 R⊕ |

2019年1月、HD 21749の周囲を公転する太陽系外惑星 HD 21749 b の発見が公表された。HD 21749 bは、TESSの観測ミッションの最初の2つのセクターのデータを使用して検出された単一のトランジットイベントから特定された。単一のトランジットでは惑星の軌道を決定するのに不十分であるため、天文学者はHARPS分光器によるドップラー分光法を用いた観測データを使用して惑星の信号を検出し、公転周期と質量を決定した。2019年4月、TESSからの2か月分の追加観測データに含まれた新しいトランジットの観測によりHD 21749 bの公転周期が確認され、さらに2番目の惑星 HD 21749 c が発見された。

### 惑星b
HD 21749 bは、主星から0.21 au 離れた位置を35.6日の周期で公転している。質量は20 M🜨、半径は2.9 R🜨で、海王星に似ているが、密度ははるかに高い。その密度は4.7 g/cm³ で、半径約2.1 R🜨の大きな岩石核と、比較的厚いガス層で構成されていると考えられている。

### 惑星c
HD 21749 cはbよりも内側を公転しており、公転周期は7.8日で、主星から0.08 au 離れている。半径が1.1 R🜨の地球型惑星で、TESSによって発見された最初の地球サイズの惑星である。HD 21749 cの質量は現在のドップラー分光法による観測データでは計算できないほど小さく、上限は3.5 M🜨である。確率モデルでは、1 M🜨から2 M🜨の間である可能性が高いと推定されている。